# آلفين ليفين
آلفين ليفين (بالإنجليزية: Alvin Levin)‏ هو كاتب أمريكي، ولد في 1914، وتوفي في 1981.